# Эффект Синьора — Липпса
Эффект Синьора — Липпса — палеонтологический принцип, предложенный Филиппом В. Синьором совместно с Джереми Г. Липпсом в 1982 году. Суть эффекта заключается в том, что из-за объективной неполноты палеонтологической летописи ни первые, ни самые последние (по времени существования) представители любого таксона с очень большой вероятностью не будут отражены в окаменелостях.
Самый известный пример — рыба латимерия из отряда целакантообразных, считавшегося исчезнувшим с конца позднего мелового периода, пока живой экземпляр не был пойман рыбаками недалеко от побережья Западной Африки в 1938 году.
Широко известные палеонтологам окаменелости из фауны сланцев Бёрджес до недавнего времени считались индикаторами раннего и среднего кембрийского периода. Однако, начиная с 2006 года несколько окаменелостей очень похожих видов были найдены в силурийских, ордовикских и даже девонских отложениях, то есть через 100 млн лет после образования сланцев Бёрджес.
Эффект Синьора — Липпса имеет два важных последствия:
- чрезвычайно трудно установить время и скорость массовых вымираний фауны и флоры;
- трудно проверить теории о причинах этих глобальных явлений.